# Шенбрунн (станція метро)
48°11′10″ пн. ш. 16°19′08″ сх. д. / 48.186° пн. ш. 16.319° сх. д.
«Шенбрунн» (нім. Schönbrunn) — станція Віденського метрополітену, розміщена на лінії U4 між станціями «Гітцинг» і «Майдлінг-Гаупт-штрасе», поблизу однойменного палацу.